# Östervåla IF
Östervåla IF, bildad 12 maj 1926, är en idrottsförening i Östervåla i Heby kommun, Uppsala län. Fotbollen dominerade verksamheten från start, men föreningen är mest känd för att under 1990-talet haft ett ishockeylag i näst högsta divisionen. Dessutom har klubben har bland annat fostrat ishockeyproffset Marcus Ragnarsson. Förutom idrott har föreningen också haft bingo- och festverksamhet. 1930 ställde man upp i kommunalvalet och blev representerade med två ledamöter i kommunfullmäktige. Den 30 maj 1935 invigdes Skogsvallens fotbollsplan och park som blev stommen i föreningens fotbolls- och nöjesverksamhet. En scen uppfördes på området 1964 där svenska och internationella artister uppträdde.

## Fotboll
Fotbollen var den dominerande verksamheten från start och som högst nådde herrlaget division IV (1975) och var ett enda mål från att kvalificera sig för division III. Föreningen har ett damlag sedan 1971 som spelar i division 2 säsongen 2021/2022.

## Ishockey
Ishockey togs upp på programmet 1958, då sektionen för bandy ombildades. Snart nådde man framgångar och idrotten blev den dominerande i föreningen. Säsongen 1960/1961 vann klubben sin första serieseger i Division VI. Ortsbefolkningen och näringslivet såg med gemensamma till att det byggdes en ishall som invigdes 1976. Under 1990-talet nådde föreningens lag näst högsta serien, Division I, och väckte uppmärksamhet över hela ladet för att en så liten ort kunde nå så stora framgångar.
Säsonger i Division I
I tabellen nedan redovisas översiktligt resultaten från spel i Division I, för med detaljerad information se säsongsartiklarna.
| Säsong                               | Division           | Placering | Vårserie                  | Playoff/Kval                  |
| ------------------------------------ | ------------------ | --------- | ------------------------- | ----------------------------- |
| 1992/1993                            | Division I Östra   | 10        | 8:a i vårserien           |                               |
| 2010-2018 spelade man i Division II. |                    |           |                           |                               |
| 1994/1995                            | Division I Östra   | 6         | 5:a i fortsättningsserien |                               |
| 1995/1996                            | Division I Östra   | 6         | 4:a i fortsättningsserien |                               |
| 1996/1997                            | Division I Östra   | 4         | 4:a i fortsättningsserien |                               |
| 1997/1998                            | Division I Östra   | 7         | 7:a i fortsättningsserien | 3:a i , nerflyttade           |
| 2010-2018 spelade man i Division II. |                    |           |                           |                               |
| 1999/2000                            | Division 1 Östra A | 8         | 4:a i vårserien           | 2:a i kvalserien, nerflyttade |

## Skidsport
Skidsport var stort i klubben redan vid bildandet 1926. Klubbens första större framgångsrika längdskidåkare var Hassel Lipkin, som 1948 blev uppländsk distriktsmästare på 50 kilometer och deltog i Vasaloppet. 1966 vann klubben DM med ett flicklag, 1966 och i Västupplandsmästerskapet 1967 vann Östervåla samtliga klasser. Sedan 1990-talet har mildvintrar medfört problem.